# كريستوفر راينهارد
كريستوفر راينهارد (بالألمانية: Christopher Reinhardt)‏ هو مجدف ألماني، ولد في 3 يوليو 1997.

## وصلات خارجية
- كريستوفر راينهارد على موقع الاتحاد الدولي للتجديف (الإنجليزية)